# Alekszandrovszkij szad

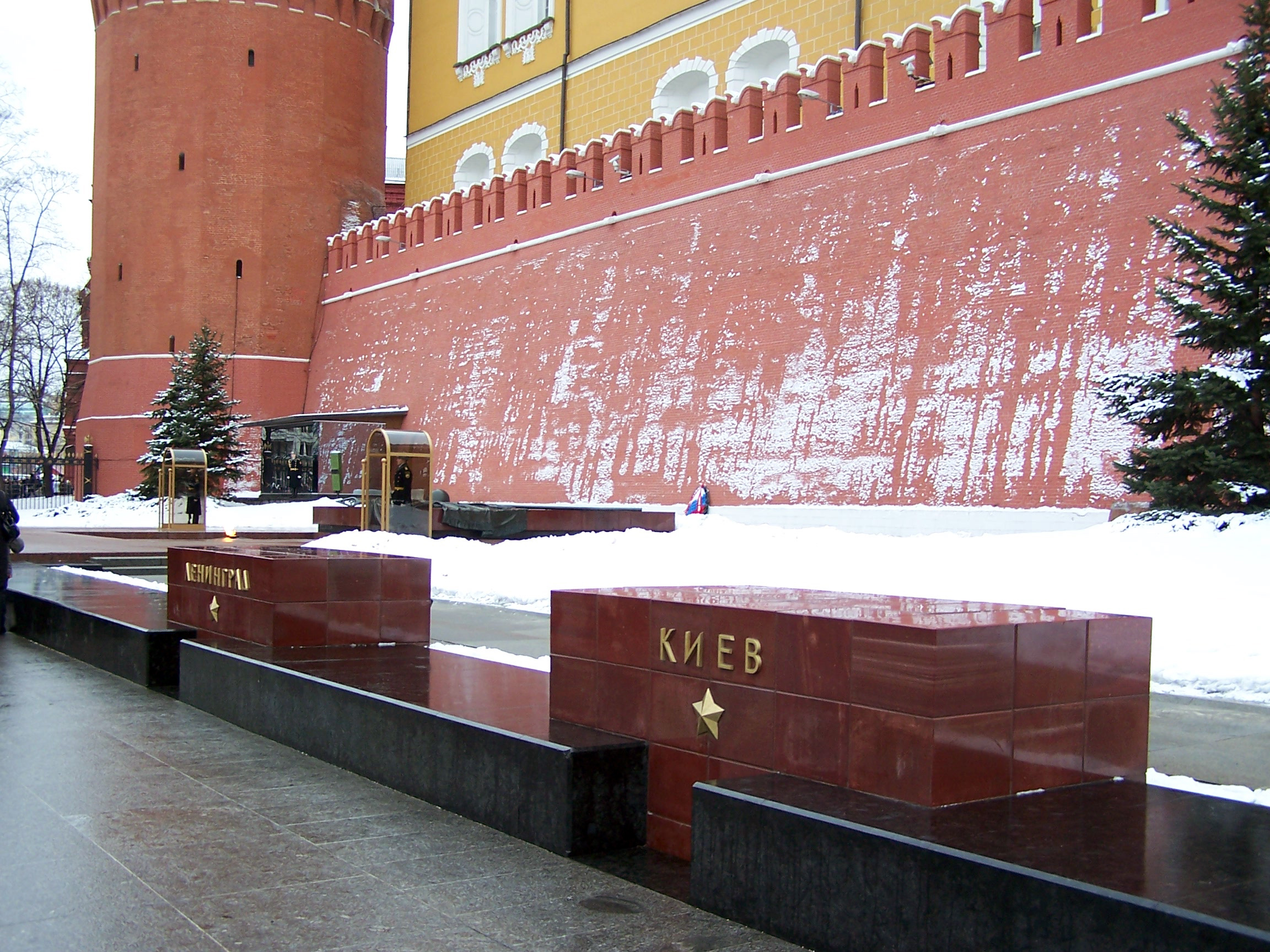
A hős városok emlékműveinek egy része az ismeretlen katona sírjánál

Az Alekszandrovszkij szad (Sándor-kert) Moszkva belvárosának központi fekvésű parkja a Kreml nyugati fala mentén, a Ploscsagy Revoljucii és a Kremljovszkaja naberezsnaja között, a Tverszkoj kerületben. 1812-ben alakították ki tíz hektáros területen. Három részből áll: Felső, Középső és Alsó kert.
A parkban számos fontos történelmi emlék, emlékmű található, így a Kreml Kutafja tornya, az olasz grottó, a Romanov-ház 300 éves évfordulójára állított obeliszk, valamint az 1812-es honvédő háború és a nagy honvédő háború emlékművei.
A park 1856-ban, II. Sándor orosz cár koronázása alkalmából kapta a Sándor-kert nevet.

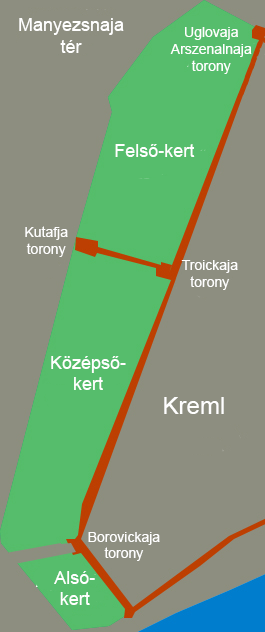
A park alaprajzának vázlata

## Története
A 18. századig a park helyén folyt a Nyeglinnaja folyó a Kreml fala előtt, mintegy várárokként. A folyó felett négy híd vezetett át, a Kuznyeckij,  Petrovszkij, Voszkreszenszkij és a Troickij híd. A folyó vize tiszta volt, benne halásztak, partján időnként népünnepélyeket rendeztek. A város növekedésével a víz elszennyeződött, egyre inkább csatornához vált hasonlatossá. A napóleoni háborúk után I. Sándor orosz cár rendeletére a folyót három kilométer hosszon zárt csatornává alakították Jegor Geraszimovics Cselijev építész vezetése alatt. A felszabaduló helyen Oszip Ivanovics Bove tervei alapján parkot alakítottak ki az 1812-es moszkvai tűzvész utáni helyreállítás keretében. A park a Napóleon feletti győzelem emlékhelye lett, de gyakorlati célokat is szolgált, alkalmas volt nagyobb rendezvények, népünnepélyek szervezésére a Kreml közelében.
A parkban 2012-2016 között nagyszabású kertészeti rekonstrukciót hajtottak végre a növényzet és a talaj részleges cseréjével. Kilátásba helyezték ingyenes wifi kiépítését is a teljes területen.

## A park nevezetességei
A park északi részén, a Felső kertben található az Ismeretlen katona sírja, nagy állami ünnepségek, diplomáciai koszorúzások színhelye. Itt helyezték el a lakosságuknak a második világháború után „Hős város” címet kapott 13 helység (a breszti erőd, Leningrád, Sztálingrád, Szmolenszk, Tula, Kercs,  Odessza, Szevasztopol, Kijev, Novorosszijszk, Minszk, Murmanszk) helytállásának emlékművét.
A Kreml falában, a középső Arzenál-torony közelében 1820-ban építettek – a kor divatjának megfelelően – egy úgynevezett olasz grottót, romokra emlékeztető mesterséges díszépítményt.
1913-ban épült a park főbejárata közelében a Romanov-ház 300 éves fennállásának emlékére egy obeliszk. A bolsevik forradalom győzelme után arról eltávolították a cári jelképeket, de 2013-ban az obeliszket eredeti formájában állították helyre.
A park Manyezsnaja tér felé eső szélén 1996-ban szökőkút-komplexumot alakítottak ki.
Hermogenes moszkvai pátriárka szobrát, emlékművét 2013-ban állították fel a parkban.
A Középső kert hossza 382 méter, helyén a 16-17. században állami gyógynövény-termesztő kertek voltak. A díszpark itt a Felső kertnél később, 1822-ben készült el. 2017 óta itt találhatók a Kreml múzeumainak a jegypénztárai.
A Középső kert fő nevezetessége a Kutafja torony. Az 1516-ban Aleviz Frjazin Novij (Alvisio Nuovo) által emelt 13,5 méteres bástya az egyetlen fennmaradt erődítmény, ami eredetileg a Nyeglinnaja folyó külső oldalán állt. Mai alakját 1685-ben nyerte el, amikor védelmi szerepének csökkenésével fehér kőből készült díszítő elemekkel látták el. A Kutafja tornyot a Troickij híd, Moszkva egyik legrégebbi kőhídja köti össze – a már a föld alá vitt Nyeglinnaja folyócska helye felett – a Kreml falában lévő Troickaja bástyával.
A Középső kertben helyezték el 2014-ben I. Sándor orosz cár emlékművét is.
A Sándor-kert harmadik, 132 méteres szakasza, az Alsó kert a Borovickaja bástyától a Moszkva folyó Kreml előtti rakpartjáig húzódik. Ezt a szakaszt nyitották meg utoljára, 1823-ban a közönség előtt.

## Megközelítése
A park legkönnyebben a róla elnevezett Alekszandrovszkij szad (Filjovszkaja vonal), illetve a Bibliotyeka imenyi Lenyina (Szokolnyicseszkaja vonal), valamint a Borovickaja  (Szerpuhovszko-Tyimirjazevszkaja vonal) metróállomásokon keresztül közelíthető meg.

## Fordítás
- Ez a szócikk részben vagy egészben  a(z)   Александровский сад (Москва) című orosz Wikipédia-szócikk ezen változatának fordításán alapul.  Az eredeti cikk szerkesztőit annak laptörténete sorolja fel. Ez a jelzés csupán a megfogalmazás eredetét és a szerzői jogokat jelzi, nem szolgál a cikkben szereplő információk forrásmegjelöléseként.